# Пятьдесят пенсов (Ирландия)

Монета пятьдесят пенсов была введена в Ирландии 17 февраля 1970 года. Монета представляет собой равносторонний семиугольник постоянной ширины (3 см), массой 13,5 граммов. Стороны не являются прямыми, но изогнуты так, что центр кривизны на противоположной вершине монеты — это равносторонняя кривая, которая позволяет монетам свободно входить в игровые автоматы. На монете изображена птица вальдшнеп, впервые использованная на монете Ирландии в 1928 году.

Дублинский Миллениум

31 мая 1988 года была выпущена памятная монета в связи с тысячелетием Дублина, «50 пенсов Миллениум». Слева — надпись «Áth Cliath» («Дублин» в переводе с ирландского), и справа — название города на английском языке. Монета была разработана Томом Райаном, тем же, что разработал дизайн ирландского фунта — монета с изображением благородного оленя. Памятная монета была выпущена ограниченным тиражом.
Производство монет в пятьдесят пенсов было прекращено в период между 1988 и 1996 годами из-за предыдущего большого выпуска и из-за снижения спроса после введения монеты двадцать пенсов. Монета была равна ½ от ирландского фунта и была изъята с появлением евро в 2002 году.